# Albaladejo del Cuende
Albaladejo del Cuende è un comune spagnolo situato nella comunità autonoma di Castiglia-La Mancia.